# Andrómeda y Perseo

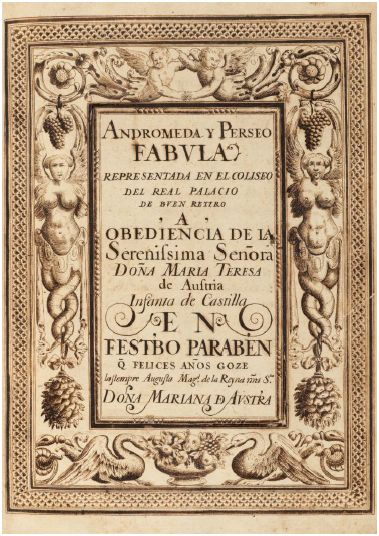
Andrómeda y Perseo, manuscrito, [ca. 1653]. MS Typ 258. Houghton Library, Harvard University, Cambridge, Mass.

Fortunas de Andrómeda y Perseo es una obra del poeta y dramaturgo Pedro Calderón de la Barca, estrenada el 18 de mayo de 1653 en el Coliseo del Buen Retiro de Madrid. Posiblemente tuviese música de Juan Hidalgo, aunque la colaboración entre músico y escritor sería importante a partir de 1658. La escenografía fue creada por Baccio del Bianco. Consta de loa y tres actos.
El espectáculo fue promovido por la infanta María Teresa para festejar la recuperación de la reina Mariana de Austria.
Se trata de una semiópera, es decir, de una obra teatral con elevado tono moral, simbolismo y un claro mensaje político en la que la música tenía una gran importancia dramática.
Existe un ejemplar de lujo del drama en la Universidad de Harvard, que contiene no solo el texto, sino también la loa, los entremeses, un fin de fiesta, la partitura de la música y once dibujos elaborados por el propio Baccio del Bianco. Felipe IV encargó la redacción de la suelta al escenógrafo italiano para mandarla a su padre político, el emperador Fernando III. Es una prueba de que la misión representativa domina en la fiesta de corte y que el escenógrafo es más importante que el poeta. La portada no da el nombre del autor, pero no es otro que Calderón. La «fábula representada en el Coliseo», como reza el manuscrito en su portada, es una primera adaptación del mito, al que Calderón retornó en un auto sacramental de 1680, representado en Madrid por primera vez en 1682, un año después de la muerte de Calderón.
Al igual que la mayoría de las semióperas de Calderón se basa en un mito: Mercurio y Palas quieren liberar a Perseo de su ansiedad revelándole que su padre es Júpiter. La Discordia, por despecho, intenta frustrar su plan y al final es derrotada. 

## Rasgos estilísticos
-El diálogo era parcialmente cantado, en lugar de ser completamente hablado como en las obras de teatro españolas tradicionales.
-Uso del "recitativo teatral español" con un ritmo esquematizado musicalmente, casi siempre ternario, repetición, una tesitura más extensa, amplios contornos melódicos y un bajo más activo que en el recitativo de estilo italiano. El estilo de recitado no imita el lenguaje natural y deriva de las cuartetas de los romances españoles.
-Los conjuntos vocales son cantados por figuras sobrenaturales que representan las fuerzas del universo, la monarquía o la divinidad cristiana, y por mortales en situaciones realistas. Las voces pueden estar dentro o fuera del escenario.
-El infierno se representa con disonancias prolongadas y acentuadas, resoluciones retrasadas e irregulares o intervalos no diatónicos.

## Estructura
La obra consta de loa y tres actos, que se pueden estudiar a partir de once dibujos conservados en un manuscrito que Felipe IV envía a Fernando III.

### Loa
Dibujo 1.  Prólogo de Andrómeda y Perseo. Muestra el arco del proscenio y parte del escenario en el momento en que se levanta el telón, formando ondulaciones a modo de pabellón, a la vez que se elevan las alegorías de la Música, la Pintura y la Poesía para desaparecer en lo alto, después de haber hecho un panegírico a favor de la integración de las artes. La decoración de la cortina desempeñaba la función de vínculo entre el escenario y el público, pues en ella se leen los anagramas de la infanta María Teresa y de la reina Mariana de Austria.

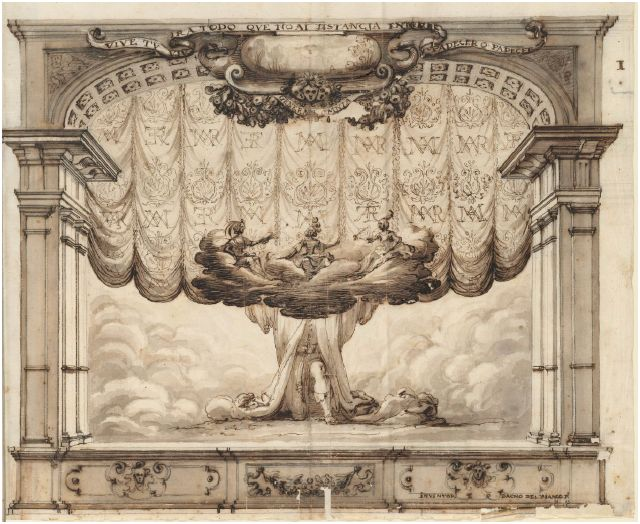
Andrómeda y Perseo, manuscrito, [ca. 1653]. MS Typ 258. Houghton Library, Harvard University, Cambridge, Mass.

Dibujo 2. Loa de Andrómeda y Perseo. Se ve un enorme autómata. La figura de Atlante carga sobre sus hombros una esfera celeste en la que se pueden reconocer algunas constelaciones, entre ellas, Perseo con la cabeza cortada de la Medusa. Las doce ninfas que, sentadas en alto sobre nubes, personificaban los doce signos del Zodiaco. Sonaba música de guitarras para acompañar las danzas y los músicos estaban sentados en el foro, a la manera de los teatros públicos.

### Acto 1
Dibujo 3.  Mercurio y Palas. Decorado de rústicas caserías, chozas y cabañas cubiertas de nieve en donde tenía lugar un diálogo entre Palas y Mercurio, quienes hacían su aparición en un trono que descendía. Después Palas desaparecía en lo alto. 
Dibujo 4. Caída de la Discordia. Se producía una lucha entre Palas y la Discordia, que cae en diagonal, desde la parte superior izquierda hasta ocultarse por la derecha.

### Acto 2
Dibujo 5. Gruta de Morfeo. Descrita como “una horrorosa gruta de Morfeo, cuyo lóbrego espacio guarnecían peladas peñas con algunos troncos de pálidos beleños y cipreses”. La caverna, dibujada en el bastidor del foro, se abrirá posteriormente y servirá de marco a una escena repetida en la dramaturgia calderoniana como es la visión a través del sueño de un hecho real. En este caso la visión onírica que recibirá Perseo, será la de su concepción y origen, hasta entonces desconocidas para el joven héroe.
Dibujo 6. Gabinete de Dánae. La visión tendrá lugar en el gabinete de Dánae, en la torre en la que su padre, el rey Acrisio, la tenía recluida para que no se cumpliera el oráculo según el cual su nieto le habría de quitar el reino y la vida. Esta escena se desarrollaba en el último espacio practicable en el foro del escenario, una vez abierta la gruta de Morfeo, mientras los bastidores teatrales conservan el decorado de árboles y peñascos de la escena anterior. Júpiter, convertido en águila sobrevuela la habitación cabalgado por un Cupido. El escenógrafo en esta escena de la lluvia de oro enviada por Júpiter, practica la profundidad con una sucesión de puertas pintadas en el eje de la perspectiva.
Dibujo 7. Infierno. Esta técnica es empleada en la escena del Infierno, con la disposición de las ruinas abrasadas en el foro, de manera que parecen alejarse en el horizonte real del teatro, cuyo fondo se abrió completamente para este propósito. Aparecían las tres furias y otros personajes propios del Averno, como el Cancerbero y la hidra de siete cabezas, además de cuervos, torres llameantes o rocas de formas fantasmagóricas.
Dibujo 8. Frondosa selva. Un carro se ve en lo alto. Mercurio y Perseo ascienden sobre unas nubes. Palas entrega al héroe un escudo-espejo cuando la nube se encuentra a la altura del carro de la diosa, que desaparecerá atravesando el escenario.

### Acto 3
Dibujo 9. Palacio y jardines de Medusa. A la derecha hay un jardín adornado con fuentes y estatuas, que se prolongan hacia el fondo convertido en un frondoso bosque. A la izquierda se alza un palacio de arquitectura renacentista, residencia de Medusa, cuya cabeza exhibe Perseo mientras el caballo Pegaso, nacido de la sangre derramada, alza el vuelo para desaparecer por el lado opuesto del escenario.
Dibujo 10. Mutación de Marina. Se desarrolla el episodio del rescate de Andrómeda, condenada a ser devorada por un cetáceo enviado por Neptuno. Perseo desciende sobre el caballo Pegaso y empuña el escudo-espejo que le había regalado Palas con la cabeza grabada de Medusa, con cuya mirada petrificó al monstruo.
Dibujo 11. Apoteosis final. Al fondo una fachada de templo con una cúpula rebajada de gallones rematados en volutas sobre la que se extiende una gloria de dioses con instrumentos musicales (Júpiter y su corte), y sobre la galería de columnas y estatuas de los laterales, a un lado Palas y Mercurio, y al otro, Juno y la Discordia.

## El binomio escritor-escenógrafo
Baccio del Bianco se instala en Madrid en 1651 en la casa de embajador toscano Incontri y posteriormente se traslada al Buen Retiro. La actividad teatral española se había parado desde 1643 por la muerte de  Cosimo Lotti y otros sucesos (muerte del cardenal-infante don Fernando, del príncipe heredero Baltasar Carlos y de la reina Isabel, de la emperatriz María y de las revueltas secesionistas de Cataluña y Portugal), y se retoma en 1649, con la llegada de Mariana de Austria, segunda mujer de Felipe IV.
Calderón y Baccio del Bianco se convirtieron en un binomio que trabajó junto desde 1652, cuando escriben una comedia para el rey, La fiera, el rayo y la piedra. Trabajaron juntos durante la creación y los ensayos, puesto que el escenógrafo tenía que adaptar sus invenciones y aparatos al texto y el dramaturgo debía tener en cuenta los tiempos necesarios para el movimiento de la maquinaria escénica.

## El mito para Calderón
Calderón de la Barca se sirve de los mitos para crear un mundo poético. Concilia el mito y el cristianismo en el drama, sirviéndose de la alegoría como género. Calderón dramatiza la fe por medio de la personificación alegórica. Así en Andrómeda y Perseo hace visibles conceptos abstractos de la teología católica: la fe, la culpa, el albedrío, la gracia, etc. Perseo, en el auto mitológico es Cristo; Andrómeda, la naturaleza; Medusa, la culpa, etc. Así lo declara Calderón en la Loa.
En los autos mitológicos Calderón usa el mito como alegoría, mientras que en sus fiestas mitológicas, en cambio, el mito sigue siendo el núcleo del drama y de la acción. Sentidos cristianos y neoplatónicos se dejan entrever por todas partes, sobre todo en las apoteosis finales, pero no dominan la acción teatral. Calderón nos presenta en sus fiestas de corte los secretos de la vida humana. Se sirve del mito para hablarnos a nosotros, como él mismo apunta en la obra cuando la Música, portavoz de la verdad divina, promete a Perseo “a decirlo sin decirlo, y a saberlo sin saberlo”.

## La música en los textos de Calderón
Los textos de Calderón son una fuente inagotable en detalles de interés musicológico. Hay que tener en cuenta que Calderón acostumbra poner música o músicos en el reparto de papeles o personas con que encabeza sus obras. Hay varias en que la música no consta en el reparto, pero interviene en el desarrollo interno de la obra de la misma manera que en aquellas donde consta. 
Por ejemplo, la Música es una voz extraterrena, voz de Dios y del Destino, que da avisos y disipa las dudas del hombre. Es al mismo tiempo revelación y preludio de eventos sobrenaturales. Así nos lo muestra este pasaje de Fortunas de Andrómeda y Perseo. Éste atormentado porque no sabe quién es él mismo, se dirige a Júpiter con estas palabras: “Dime tú, si habrá consuelo tal vez a mi duda?”. Sí, responde la Música. Ha sido un simple monosílabo, pero ha sido la voz de Júpiter, de Dios y ello le ha causado un efecto tal que no puede menos de decir asombrado: “¿qué armoniosos acentos oigo?¿Si fue ilusión mía?”. No, responde otra vez la Música. Estos dos monosílabos dichos por Dios en la voz de Música han bastado para crear en el ambiente una atmósfera celestial, ambiente que capta Perseo. Éste es uno de  los poderes de la música, hacernos perder el interés por lo terreno, levantándonos a lo celeste. Como Dios habla, encarnando su voz en la Música, las palabras divinas de los libros de la Biblia, así como los salmos e himnos litúrgicos se cantan siempre y el mismo Calderón los traduce al castellano para que así sean cantados en su teatro.
Calderón vive inmerso en un mundo musical ideal y con frecuencia traslada al mundo de la Naturaleza el lenguaje y las imágenes del mundo de la música.
De los textos de Calderón hay dieciséis comedias y tres autos sacramentales en el Manuscrito Novena, que se encuentra como propiedad del antiguo gremio de representantes, hoy denominado Congregación o Cofradía de Nuestra Señora de la Novena, en la iglesia de San Sebastián de Madrid. Es el único libro antológico específicamente teatral que se conoce hoy, y contiene canciones teatrales. Los textos para ser cantados pertenecen a obras de unos treinta y dos dramaturgos cuyos nombres no figuran juntos con sus letras. De los diecinueve grupos musicales con textos de Calderón en este manuscrito, solamente cinco llevan el nombre de su compositor, Joseph Peyró, mencionado como músico de compañía en los documentos conservados de su época. 
Otras fuentes importantes para conocer la música de las comedias de Calderón de la Barca son un manuscrito de finales del siglo XVII perteneciente a la Biblioteca Marciana de Venecia, que contiene unas canciones que corresponden a siete comedias; o las cajas de partituras sueltas o tonos humanos de la Sección de Música de la Biblioteca Nacional de Madrid. 
Para la obra calderoniana existen dos categorías básicas de canciones: aquellas compuestas especialmente para sus obras teatrales correspondientes, y las canciones denominadas populares, preexistentes a la obra dramática. Las primeras se caracterizan por su breve duración, su construcción mediante frases musicales cortas y por la constante repetición de fórmulas melódicas y rítmicas; las segundas contribuyeron a la difusión de la canción popular-cortesana. Por ejemplo, la canción “Ya no les pienso pedir más lágrimas a mis ojos”, la incluyó Calderón en dos de sus obras, La desdicha de la voz  y Fortunas de Andrómeda y Perseo de 1653. La versión musical más antigua que se conoce de este romance se encuentra en el Cancionero de Claudio Sablonara, manuscrito compilado en Madrid, por Claudio Sablonara, copista de música de la Capilla Real hasta 1633.

## Música deFortunas de Andrómeda y Perseo
Entre la música que se ha conservado podemos encontrar las siguientes piezas: 
-Vive tú, vivirá todo. Loa del inicio
-Ya no les pienso pedir más lágrimas a mis ojos.
-A decirlo sin decirlo, a saberlo sin saberlo.
-Ya hermoso galán Mercurio. Escena II de la Jornada I
-Ama, espera y confía. Jornada II. Final